# Pereskiopsis
Pereskiopsis – rodzaj sukulentów z rodziny kaktusowatych.

## Morfologia
Gatunki Pereskiopsis nie wyglądają jak typowe kaktusy tj. posiadają duże, zielone liście oraz rosną jak krzewy. Jedynie obecność areoli, zwykle z glochidami, cierniami, oraz kwiaty pozwalają na ich identyfikację jako przedstawicieli kaktusowatych. Posiadają kwiaty dzienne.

## Systematyka
Synonimy
Peireskiopsis Vaupel.
Pozycja systematyczna według APweb (aktualizowany system APG III z 2009)
Należy do rodziny kaktusowatych (Cactaceae) Juss., która jest jednym z kladów w obrębie rzędu goździkowców (Caryophyllales) i klasy roślin okrytonasiennych. W obrębie kaktusowatych należy do plemienia Cylindropuntieae, podrodziny Opuntioideae.
Pozycja w systemie Reveala (1993-1999)
Gromada okrytonasienne (Magnoliophyta Cronquist), podgromada Magnoliophytina Frohne & U. Jensen ex Reveal, klasa Rosopsida Batsch, podklasa goździkowe (Caryophyllidae Takht.), nadrząd Caryophyllanae Takht., rząd goździkowce (Caryophyllales Perleb), podrząd Cactineae Bessey in C.K. Adams, rodzina kaktusowate (Cactaceae Juss.), rodzaj Pereskiopsis Britton & Rose.
Gatunki
- Pereskiopsis aquosa (F.A.C.Weber) Britton & Rose
- Pereskiopsis blakeana J.G.Ortega
- Pereskiopsis diguetii (F.A.C.Weber) Britton & Rose
- Pereskiopsis kellermanii Rose
- Pereskiopsis porteri (Brandegee ex F.A.C.Weber) Britton & Rose
- Pereskiopsis rotundifolia (DC.) Britton & Rose

## Zastosowanie
Gatunki Pereskiopsis są często używane jako podkładki do szczepienia innych kaktusów, a także do szczepienia siewek lub młodych odrostów. Jako podkładki sprzyjają szybkiemu wzrostowi zrazu (często 1–2 cm w sezonie), jednak większość roślin dorasta do znacznych rozmiarów i trzeba je ponownie szczepić na silniejszych podkładkach. Przedstawiciele rodzaju Pereskiopsis jako rośliny tropikalne nie tolerują niskich temperatur.